# Harald Lindal
Sven Harald Lindal, född 27 juni 1896 i Kristianstad, Kristianstads län, död 5 april 1969 i Trelleborg, Malmöhus län, var en svensk folkskollärare och museiintendent. 
Lindal, som var son till järnarbetare Sven Lindal och Hilda Magnusson, avlade studentexamen 1916 och folkskollärarexamen i Växjö 1918. Han var folkskollärare i Trelleborg 1919–1951, ordförande i museinämnden 1937–1946 och intendent för Trelleborgs museum 1946–1963 (som efterträdare till Axel Andersson). Han var ledamot av stadsfullmäktige (socialdemokrat) 1931–1951. Han var ordförande i Trelleborgs fastighetsägareförening 1943–1950, i Skytts härads hembygdsförening 1947–1961 och styrelseledamot i De skånska landskapens historiska och arkeologiska förening från 1961. Han grundade föreningen Det gamla Trelleborg 1957 och var redaktör för dess årsskrift från samma år. Han tilldelades Nordiska Museets guldmedalj. Lindal är begravd på Västra kyrkogården i Trelleborg.